# Distrito Escolar Independiente de Lewisville
El Distrito Escolar Independiente de Lewisville (Lewisville Independent School District, LISD) es un distrito ecolar de Texas. Tiene su sede en Lewisville.
A partir de 2015 tiene más de 52.000 estudiantes. Tiene una superficie de 127 millas cuadradas. Sirve todos o partes de trece ciudades y municipios: Lewisville, Argyle, Carrollton, Coppell, Copper Canyon, Double Oak, Flower Mound, Frisco, Grapevine, Hebron, Highland Village, Plano, y The Colony.